# Музей подводной археологии (Феодосия)
Музей подводной археологии — музей коллекций подводных археологических находок в Черноморской акватории Крымского полуострова. Музей является филиалом государственного бюджетного учреждения (ГБУ) Республики Крым — «Черноморского центра подводных исследований» в сфере изучения, сохранения и популяризации подводного культурного наследия.

## Описание
Музей подводной археологии был открыт в 2013 году в здании памятника архитектуры «Дача Стамболи». В цокольном этаже располагается реставрационная лаборатория по исследованию морских находок, где восстанавливаются и подготавливаются к всеобщему обозрению артефакты. Экспозиция музея представлена предметами, поднятыми со дна Чёрного моря с затонувших кораблей разных времён — от античности до Второй мировой войны. Музейные фонды насчитывают более тысячи единиц хранения. В коллекции музея представлено большое количество античной керамики — амфор и другой посуды; античных перстней (из района затонувшего античного города Акра в Керченском проливе); элементы древних якорей, обнаруженные в местах гибели кораблей; два клада: первый состоит из медных монет, обнаруженных на территории затопленной части античного города Акра, второй — из серебряных средневековых монет эпохи Крымского ханства, который был поднят со дна моря в районе крепости Еникале; предметы, имеющие прямое отношение к Запорожскому казачеству — фрагменты казачьих трубок, обнаруженные в месте гибели одной из легендарных казачьих «чаек»-челнов; в экспозиции представлены также материалы, относящиеся к временам русско-турецких,
Первой и Второй мировым войнам. В залах музея представлено также оборудование, которое использовалось для подводных поисковых работ — это костюмы ныряльщиков, батискафы и прочие предметы, благодаря которым стала возможна подводная археология.
В настоящее время экспозиция музея недоступна для осмотра из-за работ по реставрации дачи Страмболи в рамках федеральной целевой программы развития Крыма и Севастополя. Подрядчиком выступает московская компания «Баварский Дом», которая ранее занималась реставрацией Митридатской лестницы в Керчи. Предполагаемый срок окончания реставрации дачи Стамболи — 2022 год. Рассматривается вопрос о развертывании экспонатов Музея подводной археологии на базе музея-заповедника «Судакская крепость».